# Jón Thoroddsen
Œuvres principales
Piltur og stúlka (Garçon et fille)

Jón Thoroddsen (5 octobre 1818 – 8 mars 1868) est un poète et un romancier islandais, connu pour avoir écrit le premier roman islandais moderne. On ajoute parfois le surnom eldri (l'Ancien) à son nom pour le distinguer de Jón Skúlason Thoroddsen, un auteur ultérieur.

## Biographie
Il naît à Reykhólar dans le Barðaströnd. Il étudie à la Bessastaðaskóli puis à l'université de Copenhague. Il étudie le droit à la Hafnarháskóla. Jón devient sýslumaður (équivalent de préfet ou intendant) du comté de Barðastrandarsýsla et vit à Flatey sur le Breiðafjörður et à Haga sur le Barðaströnd, puis est nommé à Leirá en 1863.

## Œuvres
Jón, poète estimé, est surtout le premier romancier moderne en Islande, avec Piltur og stúlka (Garçon et fille), publié en 1850, puis avec Maður og kona (Homme et femme), sorti seulement en 1876, huit ans après sa mort. Ses livres, des histoires d'amour romantiques situées dans l'Islande rurale, mettent en scène des personnages principaux hauts en couleur et des personnages secondaires décrits avec beaucoup de talent. Certains ont laissé leur empreinte jusqu'à ce jour, comme Gróa á Leiti, personnification de la calomnie.